# Palais Generali
Le Palais Generali, ou Palais des Assurances Generali, est un bâtiment de style Art nouveau de Prague. Il est situé à l'angle de la place Venceslas et de la rue Jindřišská, dans la Nouvelle ville de Prague. 

## Histoire

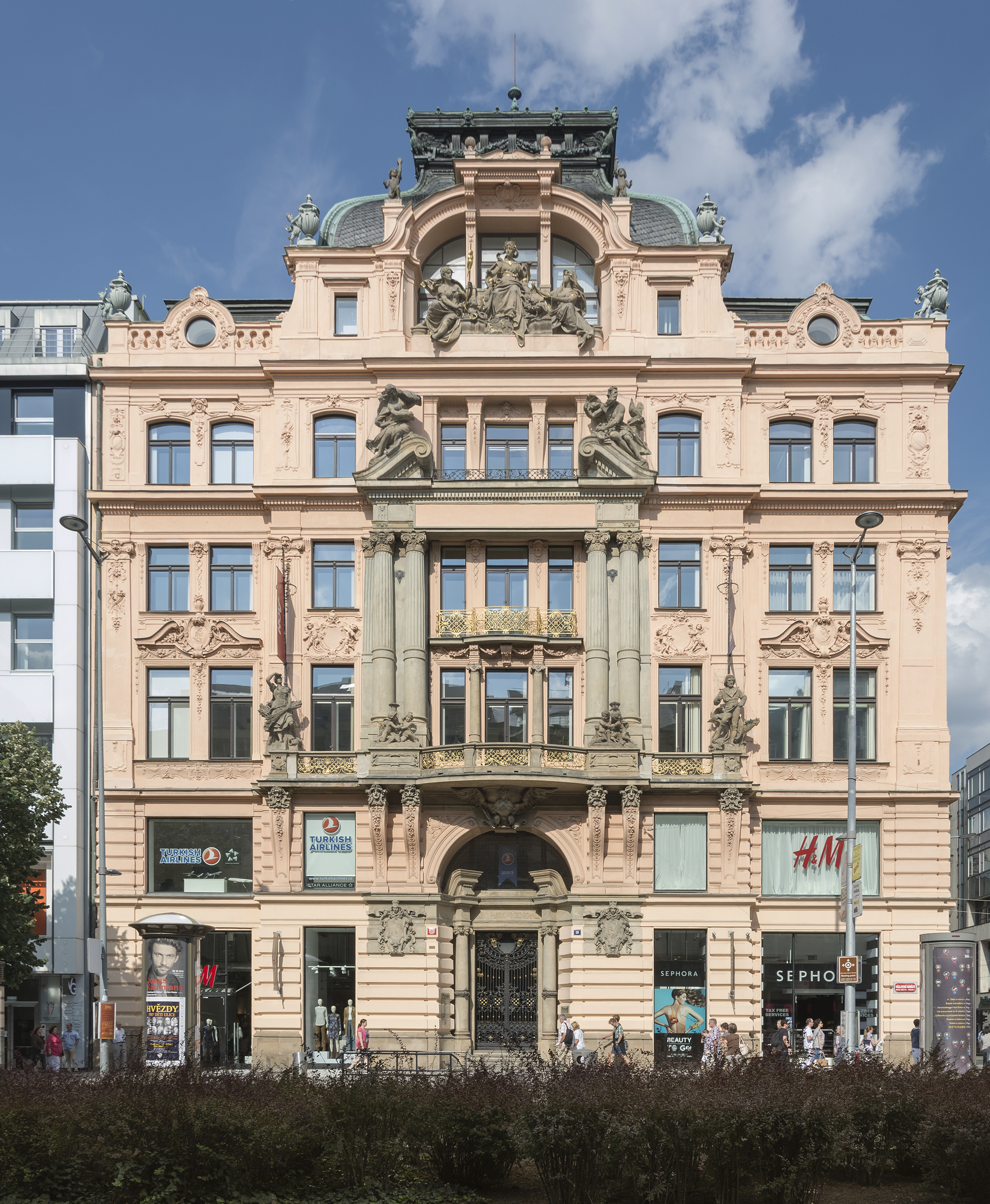
Palais Generali

Les sociétés d'assurances Assicurazioni Generali et Moldavia Generali ont été investies dans la construction. Celle-ci, qui a eu lieu en 1897-1898, a été commandée par l'architecte Friedrich Ohmann. Il s'agissait du premier bâtiment Art nouveau de style praguois comprenant des commerces et des résidences reliées par des passages. 